# 井倉光一
井倉 光一（いぐら こういち、1961年10月24日 - ）は、日本の歌手・タレント。愛称の「イクラちゃん」でも活動。アメリカ文化やバイクなどの愛好家。神奈川県川崎市出身。

## 人物
川崎市立宮崎中学校時代の1年先輩に岸本加世子。
1984年に「The Moon Dogs」を結成し「NIFTY MOONDOGS」でデビュー。以後ベスト盤を含む6枚のアルバムを発表。所ジョージ、横浜銀蝿の翔、バブルガム・ブラザーズ、とんねるず、ヒロミなど多くの芸能人との交友から彼らの番組を中心に愛称「イクラちゃん」の名で度々バラエティ番組に出演。そのため、本名よりも「イクラちゃん」として知られる。
1996年の「The Moon Dogs」活動休止後は主に自動車関係の仕事に従事、イベント企画などを手掛け、2007年に日本人初のアメリカロードスターショーNO.1アワードに選出。2005年に「IKURA & FUNKEE STYLE」を結成、音楽活動を再開。現在、歌手及びL-GARAGE株式会社のエグゼクティブ・プロデューサーとして活動中。
IKURA & FUNKEE STYLEとして定期的に銀座ケントスで公演を行っている。
旧車を取扱うバイク雑誌に頻繁に岩城滉一、横山剣らと共に自身の愛車であるカワサキZ1と一緒に紹介される。

## 主な出演
2013年4月現在。

### ラジオ

#### 現在
- FMヨコハマ「Adult Nostalgic Radioshow ～ANR大人の秘密基地～」 - パーソナリティ（2011年10月1日-・土曜22:30-23:00）

#### 過去
- 青春トンガリ塾（TBSラジオ）
- FM AICHI「合点!太巻天狗」 - 木曜パーソナリティ（1994年4月-1994年9月・木曜25:00-27:00）
- K-MIX「X-Music RADIO Mix」（2008年7月-2009年9月25日・金曜25:00-26:00）

### インターネット放送

#### 現在
- IKURAのどうなのよ？（ニコジョッキー、2012年5月1日-・隔週火曜23:00-23:55）

### テレビ

#### 過去
- 愛車天国!カスタムガレージ（BSスカパー!）

- アイドル共和国（テレビ朝日） - 2代目司会者
- 土曜深夜族 第2部・トンガリ編（TBS）
- 平成名物TV 3部・トンガリ編（TBS）
- ビートたけしのお笑いウルトラクイズ（日本テレビ）
- こだわりTV PRE★STAGE（テレビ朝日）
- 爆笑!迎春ブッちぎり 所ジョージのオールスター自動車レース大賞（TBS）
- 所印の車はえらい（TBS）
- Daytona-TV（TBS）
- 所さんのワーワーブーブー（TBS）
- 黒ちゃんねる（テレビ愛知）
- Y2club（1996年4月 - 9月、テレビ東京） - 司会
- キャイ〜ンのギャロンパ（中京テレビ） - 準レギュラー
- JAP STATE～車改造大作戦!!!～（MTVジャパン） - 出演・プロデュース

### 映画
- Cross Chord（2006年） - 出演（オーナー役）・楽曲提供
- 灰色の壁 -大宮ノトーリアス-（2022年） - レジェンド 役[2]

## 楽曲提供
- ヅラ刑事（2006年） - エンディングテーマ曲